# クラガレウス

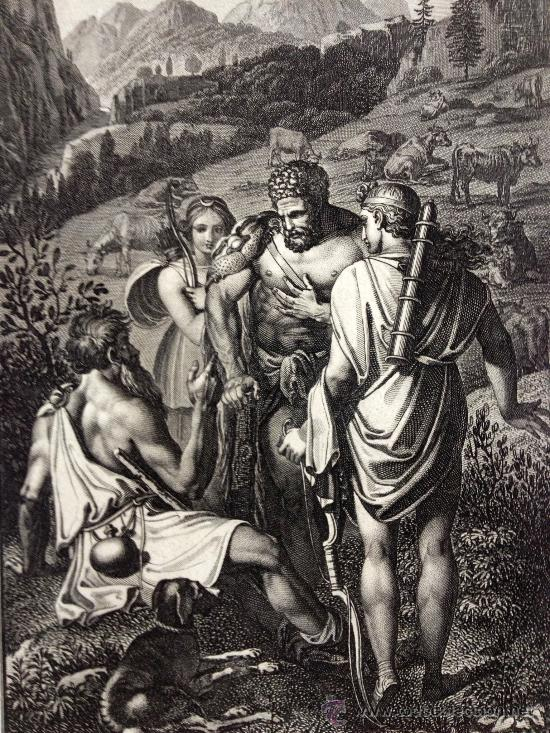
クラガレウスのもとを訪れるアポローン、アルテミス、ヘーラクレース。

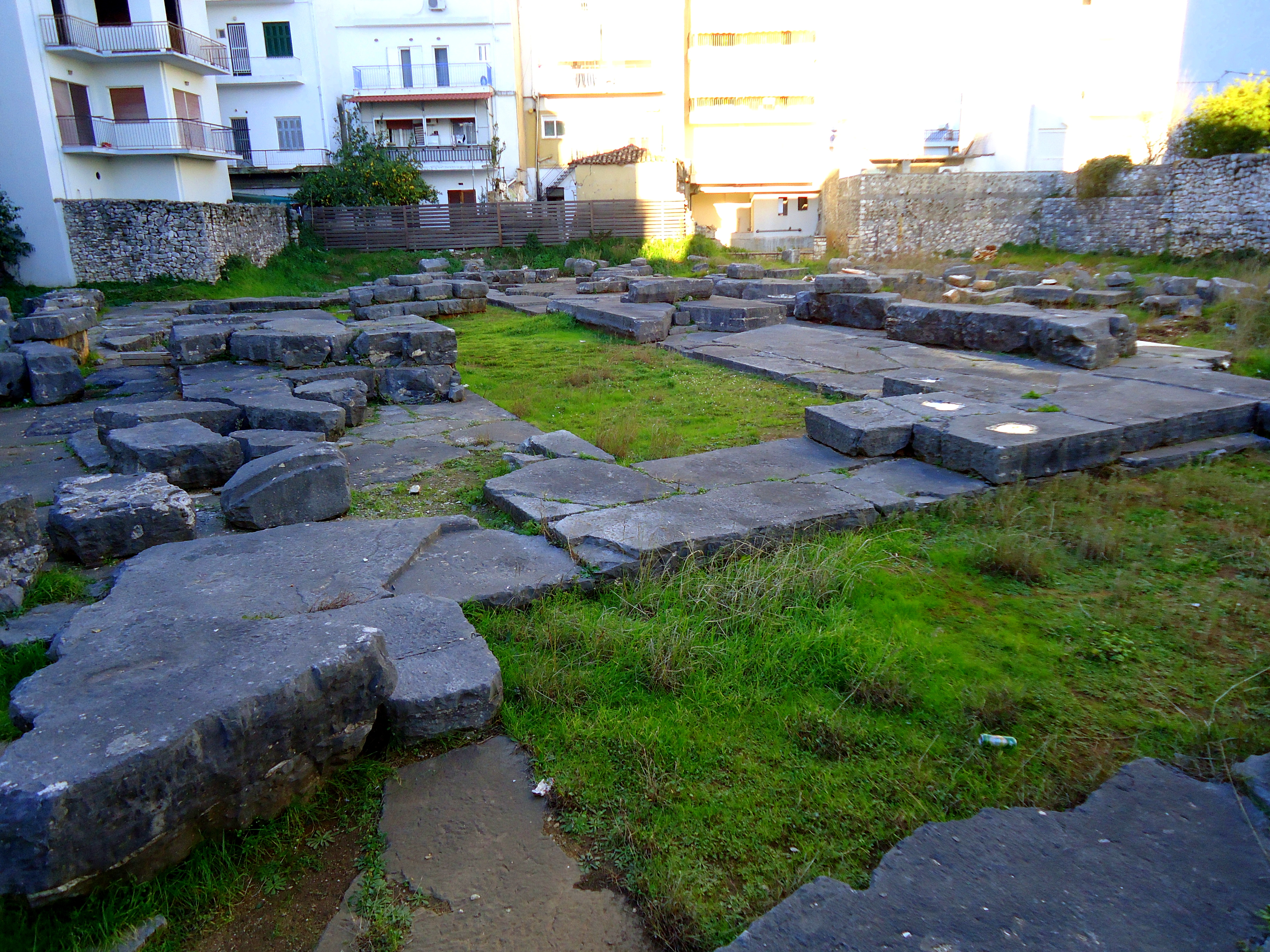
アムブラキアー（現在のアルタ）の救世神アポローン・ピューティアの神殿。

クラガレウス（古希: Κραγαλεύς, Kragaleus）は、ギリシア神話の人物である。ドリュオプスの息子。テルモピュライに近いドリュオペス地方に住んでいた。クラガレウスは年老いていたが、思慮深い人物で、エーペイロス地方の都市アムブラキアー（現在のアルタ）の領有をめぐる神々の争いに判定を下したと伝えられている。

## 神話
アントーニーヌス・リーベラーリスによると、アポローンとアルテミス、ヘーラクレースはアムブラキアーの領有をめぐって争ったが、決着がつかなかったため、判定を下してもらうべくクラガレウスのもとを訪れた。彼らはクラガレウスに対してそれぞれの言い分を述べ立てて、領有権を主張した。
アポローンの主張はこうである。息子のメラネウス（同名のアポローンの息子でオイカーリアー王のメラネウスとは別人）はエーペイロス地方を支配し、さらにその息子にエウリュトスとアムブラキアースがおり、都市の名前は後者に由来する。アポローン自身もアムブラキアーの発展に貢献しており、アムブラキアーがエーペイロス人と戦争したとき、コリントス人が援軍として駆けつけたのはアポローンの神託によってであった。またコリントスの僭主キュプセロスの兄弟ゴルゴスがアムブラキアーに移住したのも、アムブラキアーの人々が僭主パライコスに対して反乱を企てたのもアポローンの神託によるものであった。これらの理由から彼らはアポローンを「救世神ピューティア」として崇拝している。よってアムブラキアーはアポローンのものであるという。
これに対してアルテミスは、アムブラキアーが自分のものであることはアポローンも認めるところであると主張した。アルテミスによると、アムブラキアーの僭主制を終わらせたのは他でもない自分であるという。パライコスは狩りの最中に牝のライオンに襲われて命を落としたが、それは狩場で幼いライオンの子供を発見して、抱き上げたためであり、その光景を目撃した母ライオンが子供を助けるためにパライコスを殺したのであった。アルテミスが言うには、狩りに興じるパライコスの目に留まるようにライオンの子供を置いたのは自分であり、そのためアムブラキアーの人々は自分を「アルテミス・ヘーゲモネー」（導きの女神アルテミス）として崇拝している。したがって、アムブラキアーの領有権がアルテミスにあることはアポローンの神意によって明らかであるという。
最後にヘーラクレースは、アムブラキアーだけでなくエーペイロス地方全体が自分のものであると主張した。ヘーラクレースによると、ゲーリュオーンの牛の群れを追い立てていたとき、ケルト人、カーネオス人、テスプロートス人が一致団結して牛の群れを奪おうとしたが、ヘーラクレースはこれを撃退した。さらにその後、コリントス人はアンブラキアーの住民を追放して移住した。したがって彼らはヘーラクレースの末裔であるという。
クラガレウスはそれぞれの主張を聞くと、ヘーラクレースがアンブラキアーを領有するべきであるとした。アポローンはこの判定に激怒し、クラガレウスを石に変えてしまった。そこで都市の人々はアポローンに犠牲を捧げる一方で、アムブラキアーをヘーラクレースとヘーラクレイダイのものと見なし、ヘーラクレースの祭礼が終わるとクラガレウスのために犠牲を捧げたという。
アントーニーヌス・リーベラーリスはコロポーンのニーカンドロスの『変身物語』1巻、およびアタナダースの『アンブラキアー物語』を参照して、クラガレウスの物語を語っている。オウィディウスも『変身物語』の中で神々がアムブラキアーの領有をめぐって争ったと簡単に言及している。